# Carolina di Monaco
Carolina di Monaco (nome completo in francese Caroline Louise Marguerite; Monaco Vecchia, 23 gennaio 1957) è una principessa monegasca.

## Biografia

### Primi anni
La principessa Carolina è nata nel palazzo Grimaldi nel 1957, primogenita di Ranieri III e di Grace Kelly. Il 5 marzo fu battezzata nella cattedrale di San Nicola ed ebbe come padrini la cugina Margaret Davis e il principe George Festetics de Tolna, suo parente attraverso Luigi II.
In gioventù studiò il balletto alla scuola di Marika Bezobrazova a Monte Carlo, oltre che il pianoforte e il flauto. Frequentò la scuola primaria a Monaco e il pensionato religioso della St Mary's School ad Ascot. Conseguì il baccalauréat nel 1974.
Proseguì gli studi in scienze politiche allo Sciences Po e si diplomò in filosofia all'Università di Parigi con psicologia e biologia come materie secondarie. Oltre al francese, parla in inglese, tedesco, spagnolo e italiano.

### Matrimoni
Il 28 e il 29 giugno 1978, rispettivamente con nozze civili e religiose, sposò il banchiere parigino Philippe Junot (1940). Divorziarono il 9 ottobre 1980 e nel 1982 ebbe inizio la causa per vedersi annullato il matrimonio da parte della Chiesa cattolica.
Il 29 dicembre 1983 sposò con rito civile il campione sportivo Stefano Casiraghi, di cui restò vedova a causa di un incidente nautico nell'ottobre 1990. Il 27 gennaio 1992 papa Giovanni Paolo II istituì un'apposita commissione per lo scioglimento della sua unione religiosa con Junot, giunto nel medesimo anno.
Il 23 gennaio 1999 sposò in terze nozze Ernesto Augusto di Hannover (1954). L'11 gennaio precedente la regina Elisabetta II del Regno Unito aveva approvato la celebrazione del matrimonio in quanto il principe di Hannover è in linea di successione al trono britannico, altrimenti il matrimonio sarebbe risultato nullo ai sensi del Royal Marriages Act 1772. La coppia si è separata nel 2009.

### Attività
Nel 1979 i suoi genitori la scelsero per il ruolo di presidentessa del Comitato Monegasco per l'Anno Internazionale dei Bambini. Nel 1981 fondò il servizio di ascolto telefonico Jeune J'Ecoute, per consentire ai giovani in difficoltà di dialogare con persone qualificate in modo da poter affrontare i propri problemi. Nel dicembre 1982 suo padre la pose alla presidenza di: Garden Club di Monaco, Comitato Organizzatore del Festival delle Arti di Monte Carlo e Princess Grace Foundation.

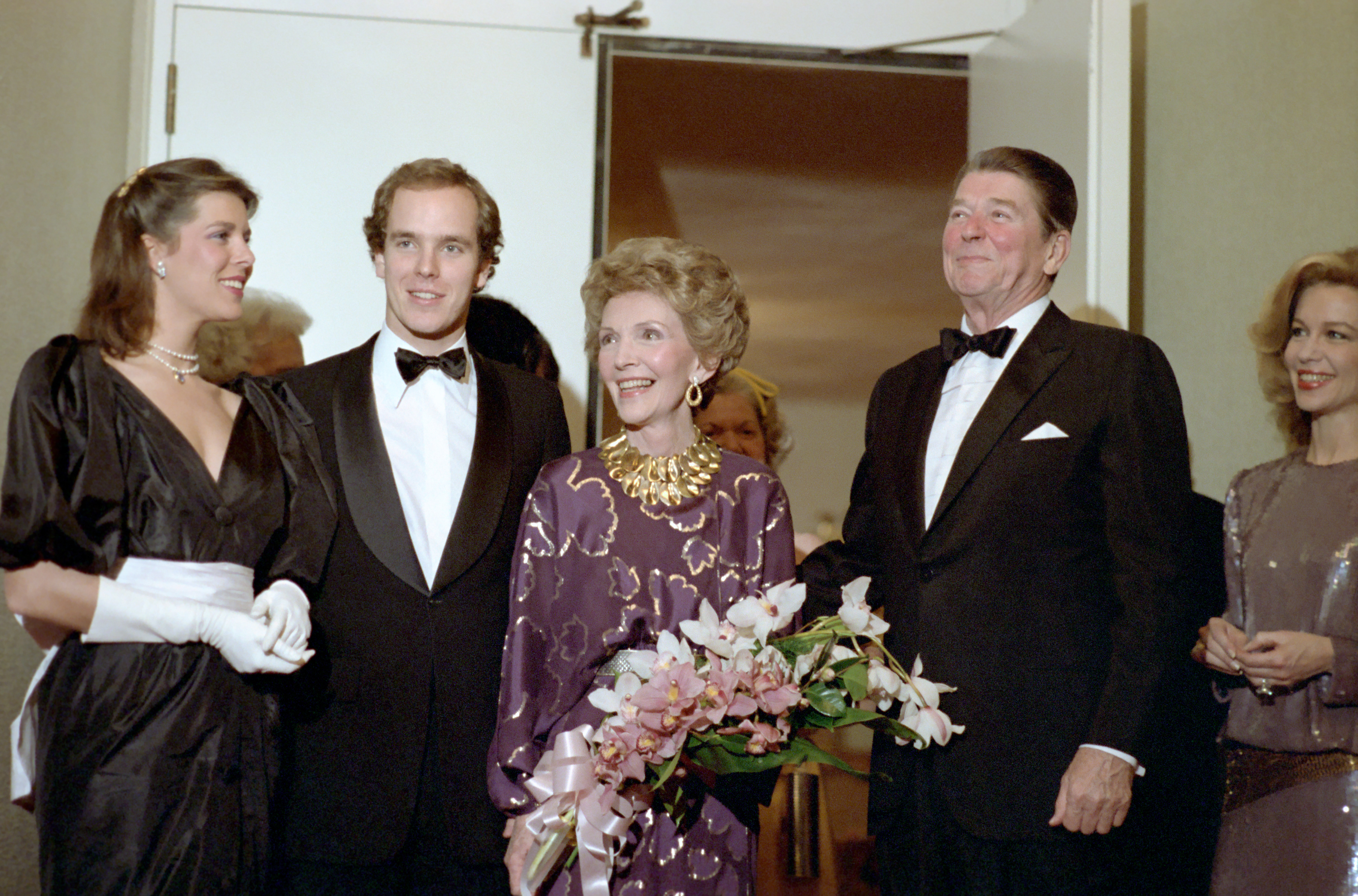
La principessa Carolina, a sinistra, il 27 marzo del 1983 a Washington

Nell'aprile del 1983 divenne presidentessa onoraria delle Guide del principato. Nel 1985 annunciò la fondazione del Balletto di Monte Carlo e il 4 marzo 1988 venne nominata da suo padre presidentessa del consiglio della Fondation Prince Pierre de Monaco. Dal 1992 presiedette il consiglio artistico del Premio internazionale d'arte contemporanea.
Dall'aprile 1993 è a capo dell'Associazione Mondiale degli Amici dei Bambini (AMADE) e il 2 dicembre 2003 Kōichirō Matsuura le assegnò l'incarico di Ambasciatrice di Buona Volontà dell'UNESCO, come riconoscimento per il suo impegno per l'istruzione femminile, la protezione di bambini e famiglie. Il 20 maggio 2006 ricevette il Prix Children's Champion dal presidente del comitato statunitense dell'UNICEF.
Nel 2007 si recò in viaggio in Sudafrica e incontrò Nelson Mandela, alla presenza del quale ospitò un gala di beneficenza con il fratello per raccogliere soldi per i bambini attraverso la fondazione del Nobel per la pace. Nel dicembre 2011 Karl Lagerfeld le consegnò un premio a nome dell'AMADE.

## Discendenza
Dal suo secondo matrimonio con Stefano Casiraghi sono nati:
- Andrea Albert Pierre Casiraghi, nato l'8 giugno 1984, sposato il 31 agosto 2013 con Tatiana Santo Domingo:
  - Alexandre "Sasha" Andrea Stefano Casiraghi, nato il 21 marzo 2013;
  - India Casiraghi, nata il 12 aprile 2015;
  - Maximilian Rainier Casiraghi, nato il 19 aprile 2018.
- Charlotte Marie Pomeline Casiraghi, nata il 3 agosto 1986, sposata il 29 giugno 2019 con Dimitri Rassam:
  - Raphaël Elmaleh, nato il 17 dicembre 2013;
  - Balthazar Rassam, nato il 23 ottobre 2018.
- Pierre Rainier Stefano Casiraghi, nato il 5 settembre 1987, sposato il 25 luglio 2015 con Beatrice Borromeo:
  - Stefano Ercole Carlo Casiraghi, nato il 28 febbraio 2017;
  - Francesco Carlo Albert Casiraghi, nato il 21 maggio 2018.

Con Ernesto Augusto di Hannover ha avuto una figlia:
- Alexandra di Hannover (Alexandra Charlotte Ulrike Maryam Virginia von Hannover), nata il 20 luglio 1999 (le è riconosciuto il rango di Altezza Reale e di Principessa di Hannover).

## Titoli, trattamento e stemma

### Titoli e trattamento
- 23 gennaio 1957 - 14 marzo 1958: Sua Altezza Serenissima la Principessa Carolina, Principessa Ereditaria di Monaco
- 14 marzo 1958 - 23 gennaio 1999: Sua Altezza Serenissima la Principessa Carolina di Monaco
- 23 gennaio 1999 - 6 aprile 2005: Sua Altezza Reale la Principessa Carolina, Principessa Consorte di Hannover, Principessa di Monaco
- 6 aprile 2005 - 10 dicembre 2014: Sua Altezza Reale la Principessa Carolina, Principessa Consorte di Hannover, Principessa Ereditaria di Monaco
- 10 dicembre 2014 - attuale: Sua Altezza Reale la Principessa Carolina, Principessa Consorte di Hannover, Principessa di Monaco

### Erede presunta al trono di Monaco
Al momento della nascita era l'erede presuntiva dei titoli del padre, prima di cedere il posto a suo fratello Alberto. La principessa Carolina, così come i suoi discendenti, avrebbero perso ogni status di eredità senza la riforma del 2002 della Costituzione di Monaco del 1962, avviata da Ranieri III di Monaco pochi anni prima della sua morte, il cui articolo 10 apre la successione ai fratelli e alle sorelle del principe sovrano defunto nonché i loro legittimi discendenti. Senza questa riforma, il principato di Monaco si sarebbe ritrovato senza eredi all'ascesa al trono di Alberto II, il 6 aprile 2005.
Dal 6 aprile 2005 al 10 dicembre 2014, è stata per la seconda volta al primo posto nell'ordine di successione monegasco, davanti ai suoi due figli (Andrea e Pierre). Perse il primo posto nell'ordine di successione al trono e lo status di erede presunta dopo la nascita dei gemelli Giacomo e Gabriella di Monaco, figli legittimi di Alberto II e di sua moglie Charlene.

### Stemma e stendardi

Stemmi combinati della principessa Carolina e del principe Ernesto Augusto di Hannover.
Il monogramma della principessa Carolina e del principe Ernesto Augusto di Hannover
Il monogramma della principessa Carolina.

### Onorificenze monegasche

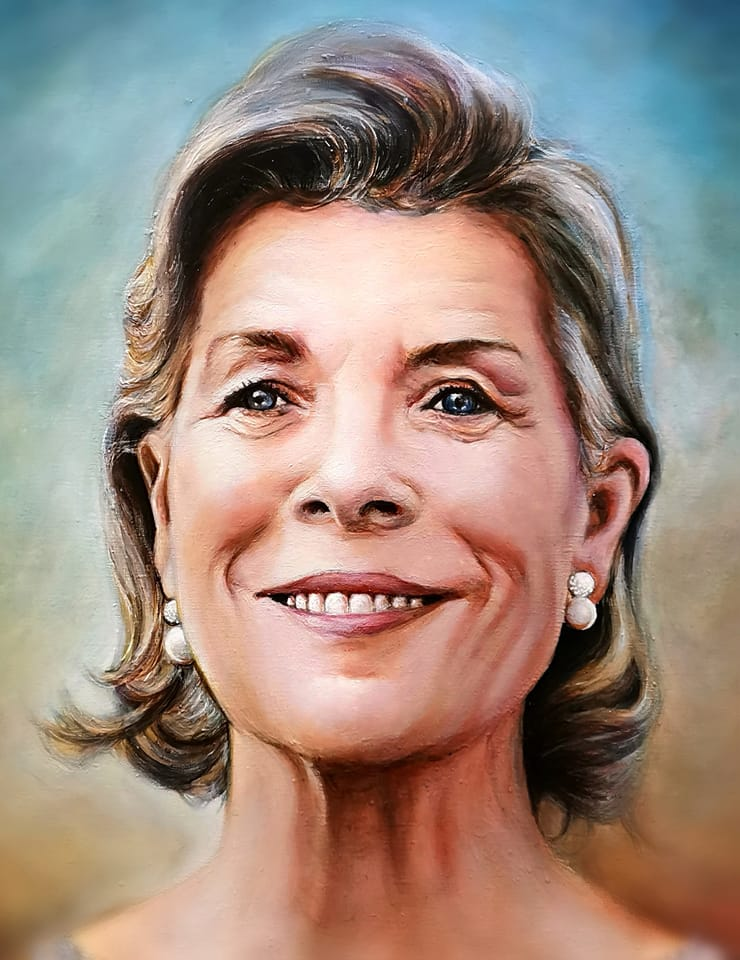
Carolina ritratta dal pittore francese Jean-Loup Othenin-Girard nel 2023

## Ascendenza
|                          |                  |                                          | Genitori                             |  |  | Nonni |  |  | Bisnonni                           |  |  | Trisnonni                              |  |
|                          |                  |                                          |                                      |  |  |       |  |  | Conte Maxence Melchior de Polignac |  |  | Conte Charles Marie Thomas de Polignac |  |
|                          |                  |                                          |                                      |  |  |       |  |  | Conte Maxence Melchior de Polignac |  |  | Conte Charles Marie Thomas de Polignac |  |
|                          |                  | Caroline Joséphine Le Normand de Morando |                                      |  |  |       |  |  | Conte Maxence Melchior de Polignac |  |  |                                        |  |
| Conte Pierre de Polignac |                  |                                          |                                      |  |  |       |  |  | Conte Maxence Melchior de Polignac |  |  |                                        |  |
|                          |                  | Susana Mariana de la Torre y Mier        | Isidoro Fernando de la Torre y Carsí |  |  |       |  |  |                                    |  |  |                                        |  |
|                          |                  | Susana Mariana de la Torre y Mier        | Isidoro Fernando de la Torre y Carsí |  |  |       |  |  |                                    |  |  |                                        |  |
|                          |                  | Susana Mariana de la Torre y Mier        | María Luisa de Mier y Celis          |  |  |       |  |  |                                    |  |  |                                        |  |
| Ranieri III di Monaco    |                  | Susana Mariana de la Torre y Mier        |                                      |  |  |       |  |  |                                    |  |  |                                        |  |
|                          |                  | Luigi II di Monaco                       | Alberto I di Monaco                  |  |  |       |  |  |                                    |  |  |                                        |  |
|                          |                  | Luigi II di Monaco                       | Alberto I di Monaco                  |  |  |       |  |  |                                    |  |  |                                        |  |
|                          |                  | Luigi II di Monaco                       | Maria Vittoria Hamilton              |  |  |       |  |  |                                    |  |  |                                        |  |
| Charlotte di Monaco      |                  | Luigi II di Monaco                       |                                      |  |  |       |  |  |                                    |  |  |                                        |  |
|                          |                  | Marie Juliette Louvet                    | Jacques Henri Louvet                 |  |  |       |  |  |                                    |  |  |                                        |  |
|                          |                  | Marie Juliette Louvet                    | Jacques Henri Louvet                 |  |  |       |  |  |                                    |  |  |                                        |  |
|                          |                  | Marie Juliette Louvet                    | Josephine Elmire Piedefer            |  |  |       |  |  |                                    |  |  |                                        |  |
| Carolina di Monaco       |                  | Marie Juliette Louvet                    |                                      |  |  |       |  |  |                                    |  |  |                                        |  |
|                          | John Henry Kelly | Brian Kelly                              |                                      |  |  |       |  |  |                                    |  |  |                                        |  |
|                          | John Henry Kelly | Brian Kelly                              |                                      |  |  |       |  |  |                                    |  |  |                                        |  |
|                          | John Henry Kelly | Honora Margaret McLaughlin               |                                      |  |  |       |  |  |                                    |  |  |                                        |  |
| John Brendan Kelly       | John Henry Kelly |                                          |                                      |  |  |       |  |  |                                    |  |  |                                        |  |
|                          |                  | Mary Anne Costello                       | Walter Costello                      |  |  |       |  |  |                                    |  |  |                                        |  |
|                          |                  | Mary Anne Costello                       | Walter Costello                      |  |  |       |  |  |                                    |  |  |                                        |  |
|                          |                  | Mary Anne Costello                       | Anne Burke                           |  |  |       |  |  |                                    |  |  |                                        |  |
| Grace Kelly              |                  | Mary Anne Costello                       |                                      |  |  |       |  |  |                                    |  |  |                                        |  |
|                          |                  | Carl Majer                               | Johann Christian Karl Majer          |  |  |       |  |  |                                    |  |  |                                        |  |
|                          |                  | Carl Majer                               | Johann Christian Karl Majer          |  |  |       |  |  |                                    |  |  |                                        |  |
|                          |                  | Carl Majer                               | Luise Wilhelmine Mathilde Adam       |  |  |       |  |  |                                    |  |  |                                        |  |
| Margaret Katherine Majer |                  | Carl Majer                               |                                      |  |  |       |  |  |                                    |  |  |                                        |  |
|                          |                  | Margaretha Berg                          | Georg Berg                           |  |  |       |  |  |                                    |  |  |                                        |  |
|                          |                  | Margaretha Berg                          | Georg Berg                           |  |  |       |  |  |                                    |  |  |                                        |  |
|                          |                  | Margaretha Berg                          | Elisabetha Röhrig                    |  |  |       |  |  |                                    |  |  |                                        |  |
|                          |                  | Margaretha Berg                          |                                      |  |  |       |  |  |                                    |  |  |                                        |  |